# Pharomachrus antisianus
Pharomachrus antisianus là một loài chim trong họ Trogonidae.